# A. J. McNamara

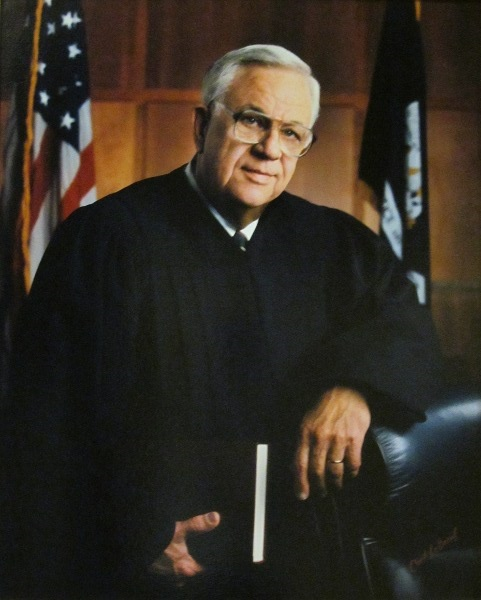
A. J. McNamara

A. J. McNamara (* 9. Juni 1936 in New Orleans, Louisiana; † 2. Dezember 2014 in Metairie, Louisiana) war ein US-amerikanischer Jurist und Politiker.
McNamara studierte an der Louisiana State University und erhielt dort 1959 seinen Bachelor of Science (B.S.). Im Anschluss diente er von 1959 bis 1962 in der United States Navy. An der Law School der Loyola University New Orleans erhielt er 1968 seinen Juris Doctor. McNamara praktizierte nun von 1968 bis 1982 als Rechtsanwalt in New Orleans. Von 1976 bis 1980 gehörte er dem Repräsentantenhaus von Louisiana an.
Am 5. Mai 1982 wurde er von Präsident Ronald Reagan zum Richter am United States District Court for the Eastern District of Louisiana nominiert, um den vakanten Sitz von Edward James Boyle, Sr. neu zu besetzen. Der Senat bestätigte ihn am 18. Juni. Am 21. Juni 1982 erfolgte seine Amtseinführung. McNamara bekleidete von 1999 bis 2001 das Amt des Obersten Richters. Am 9. Juni 2001 nahm er den „senior status“ an.